# Walter M701
Motor M701, konstruktérů ing. Jiřího Rady a ing. Vladimíra Pospíšila, byl první sériový v Československu vyvinutý proudový motor. Jednalo se o motor pro cvičný letoun Aero L-29 Delfín.

## Historie
Původně byl tento motor od roku 1954 vyvíjen s axiálním kompresorem, se 6 trubkovými spalovacími komorami a jednostupňovou turbínou jako M-710. Změna na jednodušší motor s radiálním kompresorem v září 1956 vyšla z požadavku hlavního zákazníka a započal vznik motoru M701. Velký důraz byl kladen na jednoduchost údržby a snížení rizika nasátí cizích předmětů, protože se předpokládal provoz z neupravených polních letišť. Prototyp nového motoru se rozběhl na brzdě v září 1958 a v únoru 1959 již běžel na plné otáčky. V prosinci 1959 byly již zahájeny zkoušky na motoru číslo 4, který byl namontován místo zadního střeliště na bombardéru Iljušin IL-28 ev. č. 6915. Úprava letounu na létající laboratoř byla provedena ve VZLÚ. První dva prototypy L-29 létaly s dovezenými motory Armstrong Siddeley ASV-8 Viper, první vzlet s motorem M701 (výr. č. 8) se uskutečnil 12. července 1960.
Výhoda radiálního kompresoru byla ve větší jednoduchosti, v menším riziku nasátí cizích předmětů, což vycházelo při předpokládaném provozu na špatně upravených sovětských letištích a době vývoje přibližně stejné výkony při stejné hmotnosti. Nevýhodou radiální konstrukce bylo, že nepočítala s možností vylepšovat a zvyšovat postupně výkony, kdežto u axiálního kompresoru se otevírala možnost pro rychlý vývoj dalších motorů. Motor M701 je také proudový motor, který byl vyvinut nejmenším počtem lidí na světě. Postupně byla prodlužována doba resurzů mezi jednotlivými generálními opravami (a tím i životnost), z původních 50 hodin na 150 hodin (M701b) až na 500 provozních hodin (M701c).
Vývoje motoru M701 se mimo konstruktérů ing. Vladimíra Pospíšila (hlavní konstruktér) a ing. Jiřího Rady (termodynamický výpočet kompresoru, palivových trysek a axiální síly) podíleli Ing. Vladimír Žák (konstrukce turbíny), Ing. Lubor Vítek (konstrukce kompresoru), Ing. Jaroslav Malík (konstrukce spalovacích komor), Ing. Jaroslav Dubský (frekvenční kontrola oběžných lopatek), Ing. Josef Donát, Ing. Oldřich Buňata (výpočty termodynamických parametrů),  Ing. Zdeněk Mašek (termodynamický výpočet turbíny), Ing. Jan Kloud (výpočty pevnosti dílů) a Jiří Nyklíček (konstrukce varianty projektu, hřídelového systému a náhonů, řešení problémů). V roce 1962 byla Ing. Vladimíru Pospíšilovi, Ing. Jiřímu Radovi, Ing. Janu Kloudovi, Ing. Oldřichu Buňatovi a Jiřímu Nyklíčkovi udělena Státní cena Klementa Gottwalda. Při výstavbě Rezidence Waltrovka byly po Jiřím Nyklíčkovi (Nyklíčkova) a Janu Kloudovi (Kloudova) pojmenovány nově vzniklé ulice.

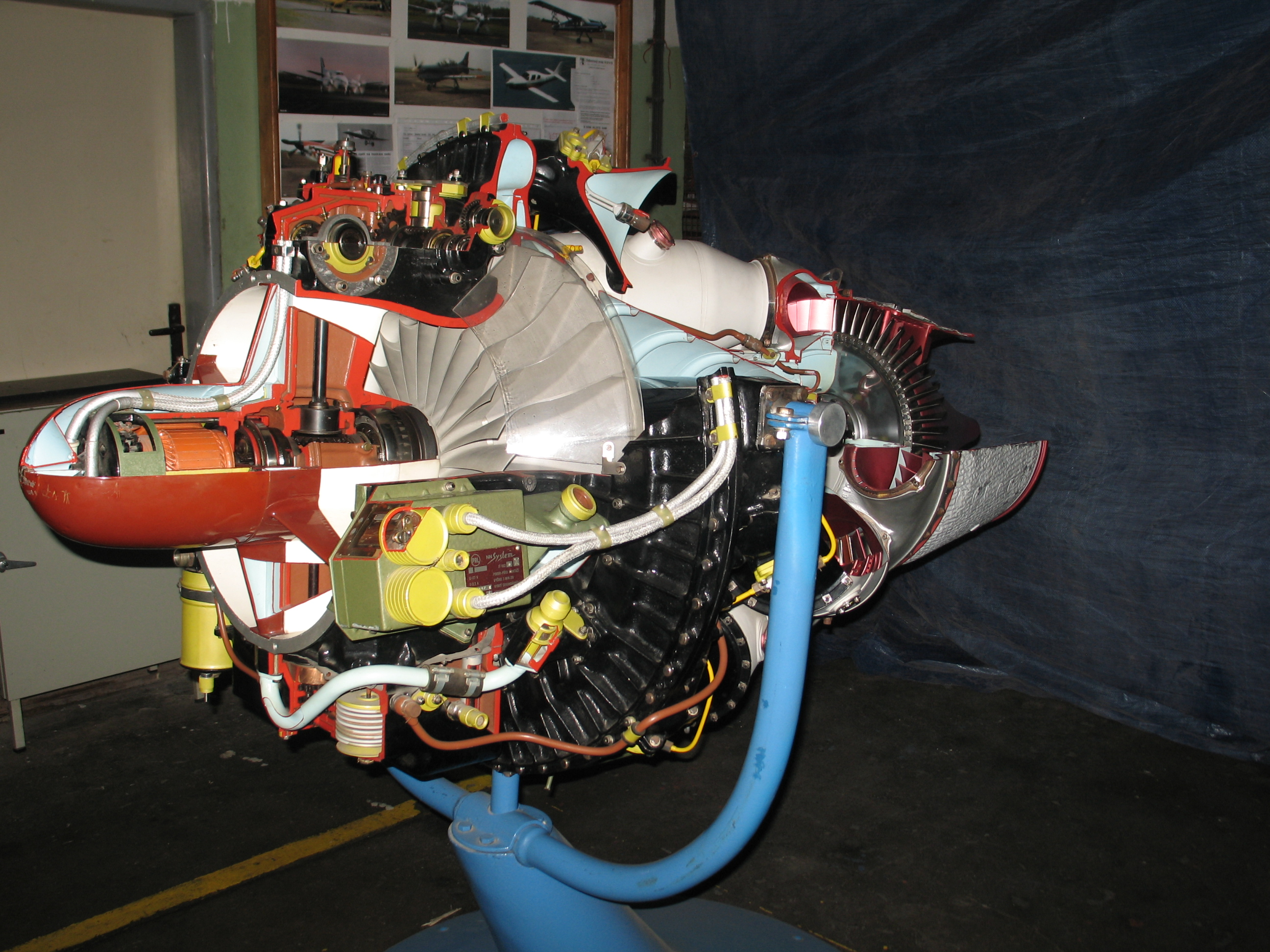
Walter M701 v řezu

Oficiálně sériová výroba probíhala v letech 1960–1978. Těchto motorů bylo vyrobeno 9250, což je nejvyšší počet ze všech typů vyráběných v Jinonicích. Motor a zvláště náhradní díly se však vyráběly až do roku 1990, kdy byla sériová výroba definitivně ukončena. Tímto typem byl tak v československém leteckém průmyslu vytvořen další krok ke zvýšení schopnosti leteckého průmyslu i řady spolupracujících podniků a ústavů k pokračování vývoje dalších typů proudových motorů. Letadlo L-29 Delfín bylo velmi úspěšné. Bylo jich podniky Aero Vodochody a Let Kunovice dodáno asi 3500 kusů do několika desítek států světa.
Nejčastěji byl tento motor označován jednoduše jako M-701, avšak lze se setkat i s označením Motorlet M-701, přičemž i v dobách jeho výroby se výrobky n.p. Motorlet, Závod Jana Švermy obchodně označovaly ochrannou známkou jako Walter, tzn. Walter M701.

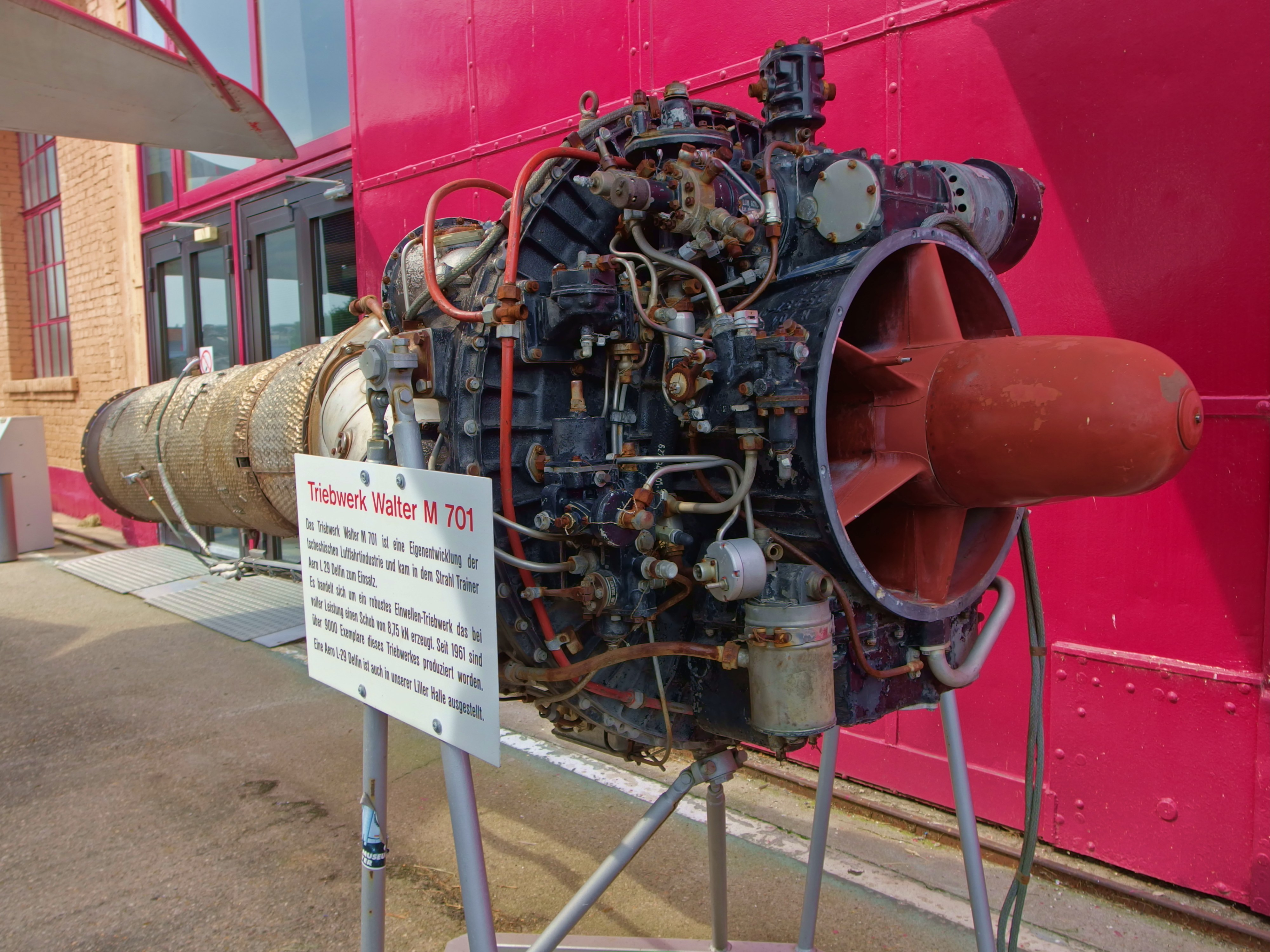
Walter M701 (Technik Museum Speyer)

## Popis motoru
Motor M-701 má jednostupňový odstředivý kompresor s jednostranným vstupem vzduchu. Sedm přímoproudých spalovacích komor bylo spirálově natočeno ve směru točení motoru. Vstupní koleno spalovací komory tvoří jeden celek s pláštěm kompresoru. Plamence jsou uloženy v pláštích spalovacích komor na třech teleskopech. Komory jsou propojeny průšlehovými kanálky. Na druhé a šesté komoře byly umístěny zapalovací svíčky. Horké plyny unikaly dozadu a roztáčely jednostupňovou turbínu. Turbína je axiální, jednostupňová s 61 oběžnými lopatkami. Je upevněna letmo na zadní konec rotoru. Ve výstupním difuzoru byl upevněn vnitřní kužel. V horní části vstupní skříně byla skříň pohonů (palivové čerpadlo, dynamo, hydraulické čerpadlo a otáčkoměr). Ve spodní části vstupní skříně byl olejový systém a elektrický startér. Disk turbíny a patky lopatek byly chlazeny vzduchem. Elektrický systém pracoval s napětím 28 V.

## Specifikace
Data dle 

### Technické údaje (M701 c-500)
- Typ: proudový motor
- Kompresor:  jednostupňový radiální odstředivý
- Turbína: axiální jednostupňová
- Délka: 2113 mm
- Průměr: 889 mm
- Výška: 980 mm

- Suchá hmotnost: 336 kg
- Maximální teplota plynů před plynovou turbínou : 890 °C
- Maximální teplota plynů za plynovou turbínou:700 °C
- Akcelerace motoru: 14–18 s
- Dodávka vzduchu na maximálním režimu : 16,7 kg·s−1

### Výkony
- Maximální tah motoru: 8,73 kN
- Maximální otáčky : 15 400 ot/min
- Celkový kompresní poměr : 4,34:1
- Měrná spotřeba paliva na maximálním režimu: 0,116 kg.N−1·h−1